# Preding
Preding  ist eine Marktgemeinde mit 1916 Einwohnern (Stand 1. Jänner 2024) in der Steiermark und liegt etwa 30 km südwestlich von Graz.

## Geografie
Preding liegt im Nordosten des Bezirks Deutschlandsberg.

### Geografische Lage
Die Marktgemeinde Preding liegt eingebettet von Hügeln in der Weststeiermark.

### Gemeindegliederung
Die Gemeinde besteht aus drei Katastralgemeinden (Fläche Stand 31. Dezember 2023)
- Preding (461,45 ha)
- Tobis (1.002,22 ha)
- Wieselsdorf (362,99 ha)

Die Gemeinde gliedert sich in fünf Ortschaften (in Klammern Einwohner, Stand 1. Jänner 2024):
- Klein-Preding (115)
- Preding (965)
- Tobis (392)
- Tobisberg (86)
- Wieselsdorf (358)

### Eingemeindungen
Am 1. Jänner 1952 wurde die frühere Gemeinde Tobis eingemeindet.
Mit 1. Jänner 1969 wurden Wieselsdorf und der südliche, zur Pfarre Preding gehörende Teil der Katastralgemeinde Tobisegg (Gemeinde Sankt Josef) eingemeindet.
Von der steiermärkischen Gemeindestrukturreform, die bis 2015 die Zahl der Gemeinden im Bezirk Deutschlandsberg von 40 auf 15 verringerte, war die Gemeinde nicht betroffen, eine Zusammenlegung mit anderen Gemeinden war nicht geplant.
Allerdings wurden im Rahmen dieser Reform Wünsche geäußert, einen Teil des Gebietes der Gemeinde Stainztal statt der Gemeinde Stainz entsprechend der Pfarrzugehörigkeit der Gemeinde Preding anzuschließen.

### Nachbargemeinden
Eine der sechs Nachbargemeinden liegt im Bezirk Graz-Umgebung (GU), zwei im Bezirk Leibnitz (LB).
| Sankt Josef (Weststeiermark) |                                             | Dobl-Zwaring (GU)            |
| Stainz                       | Kompassrose, die auf Nachbargemeinden zeigt | Hengsberg (LB)               |
|                              | Wettmannstätten                             | Sankt Nikolai im Sausal (LB) |

## Geschichte
Preding ist altes Siedlungsgebiet. Neben der (bis 2022 ausdrücklich denkmalgeschützten, danach nur mehr als Fundstelle geführten) Fundstelle einer römerzeitlichen Siedlung sind auch Spuren einer spätmittelbronzezeitlichen Siedlung aus ca. dem 14. Jhdt. v. Chr. und ein Brandgrab aus der Zeit der Urnenfelderkultur dokumentiert. Die Ausgrabungen an diesen Fundorten erstrecken sich auch auf ca. 17.000 m² auf der Betriebsfläche der Hasslacher Preding Holzindustrie.
Während des Dreißigjährigen Krieges (1618–1648) existierte in Preding eine Art Konsortium von Fuhrleuten, das für die kaiserliche Armee benötigte Güter transportierte. Die daran beteiligten Fuhrunternehmer unternahmen Fahrten bis weit in das Gebiet des Heiligen Römischen Reiches Deutscher Nation hinein.
Mit 1. Jänner 1928 wurden die Gemeinden Preding und Tobis von der Bezirksvertretung Wildon abgetrennt und zur Bezirksvertretung Deutschlandsberg zugewiesen. Das betraf nicht einen Wechsel der Bezirkshauptmannschaft, sondern nur eine Umgliederung in der Organisation der Interessenvertretung auf Gemeindeebene, für welche Bezirksvertretungen damals eine Verwaltungsebene zwischen Gemeinden und Landtag bildeten.
Während des nationalsozialistischen Juliputsches im Jahr 1934 wurde der Markt vollständig von den Nationalsozialisten beherrscht. Ihr Anführer, der in Mettersdorf wohnende Lehrer Kurt Chibidziura, ordnete im Namen der neuen nationalsozialistischen österreichischen Regierung an, die Häuser des Marktes zu beflaggen, ferner ließ er die Häuser von „Regierungsgegnern“ durchsuchen und Waffen beschlagnahmen sowie das katholische Vereinsheim konfiszieren. Die nationalsozialistische „Machtergreifung“ war im Markt besonders brutal und blutig abgelaufen. Zwei Gendarmen, die am Nachmittag des 25. Juli versucht hatten, die Besetzung des Postamtes zu verhindern, waren von Chibidziura mit der Pistole niedergeschossen und schwer verletzt worden. Am Abend desselben Tages erlitt die 66-jährige Besitzerin vulgo „Huterer“ eine tödliche Verletzung durch einen Schuss, der in ihr Schlafzimmerfenster abgegeben worden war. Die Nationalsozialisten, deren Stärke am Höhepunkt der Erhebung hier mit bis zu 300 Personen angegeben wurde, beherrschten den Markt bis zum Eintreffen einer Einheit des Bundesheeres, die zur Befriedung des Bezirkes aufgeboten worden war. Doch während anderswo die Putschisten auf die Nachricht vom Eintreffen des Bundesheeres fluchtartig abzogen, lieferten sich jene von Preding vor ihrem Abzug am Nachmittag des 26. Juli sogar noch ein kurzes Feuergefecht mit diesem. Nach der Niederschlagung des Putsches wurden im Gebiet des Gendarmeriepostenrayons Preding 60 Personen wegen Beteiligung an diesem verhaftet, 15 weiteren, darunter auch Chibidziura, war die Flucht nach Jugoslawien geglückt. Eine Reihe von Predinger Putschisten wurden zu längeren Haftstrafen verurteilt.

### Bevölkerungsentwicklung
Die Einwohnerzahl von Preding lag seit dem 19. Jahrhundert bei etwa 1500 Personen und stieg ab den letzten Jahrzehnten des 20. Jahrhunderts an.

## Kultur und Sehenswürdigkeiten
- Gut Hornegg
- Katholische Pfarrkirche Preding hl. Maria im Dorn
- Der Bahnhof Preding-Wieselsdorf ist Endpunkt der Stainzerbahn, wo der „Flascherlzug“ für Nostalgiefahrten verkehrt.
- An der Gemeindegrenze befindet sich in der Nachbargemeinde Wettmannstätten ein kleiner Tierpark.

- Kapelle Klein-Preding: Diese Kapelle in Klein-Preding ⊙ wurde am 16. Oktober 1887 eingeweiht, ihre Grundlage ist ein Gelübde des damaligen Bauern vlg. Steffl für Genesung nach schwerer Krankheit. Eine erste Renovierung wurde mit einem Fest am 21. Mai 1989 abgeschlossen, Anfang der 1990er-Jahre erhielt die Kapelle ein elektrisches Läutwerk, welches täglich um 7, 12 und 19 Uhr automatisch die Glocke läutet. 2022 erfolgte eine weitere Renovierung.[12] Die Kapelle steht unter Denkmalschutz (Listeneintrag).

- Predinger Kürbisfest: Das Predinger Kürbisfest ist das älteste Kürbisfest Europas. Jedes Jahr wird ein sogenannter „Kürbisbürgermeister“ gewählt. Dabei sitzen die Anwärter um einen runden Tisch, auf dem eine große Schüssel Grießbrei („Woazkoch“) steht. In diese Schüssel wird dann ein darüber hängender Kürbis fallen gelassen und die Person, die am meisten von diesem Brei abbekommt, wird zum neuen „Kürbisbürgermeister“ ernannt. Jedes Jahr wird auch ein Jugendkürbisbürgermeister gewählt. Das Kürbisfest findet jährlich Ende August oder im September statt, im Jahr 2013 vom 24. bis 25. August. Zum internationalen Kürbisfest 2003 in der brandenburgischen Gemeinde Kloster Lehnin entsandte Preding eine Delegation.[13]

- Heilige Rinn’: Die „Heilige Rinn’ “ ist eine Quelle in einem Waldgebiet im Norden des Pfarrgebietes von Preding, im Gemeindegebiet von Dobl-Zwaring. Dem Wasser dieser Quelle werden besondere Kräfte nachgesagt, seit im 19. Jahrhundert ein fast blinder Holzknecht durch das Waschen seiner Augen mit diesem Wasser wieder besser zu sehen begonnen haben soll. Der Ort wurde in den Jahren 2001/02 restauriert und am 14. August 2006 durch den Pfarrer von Preding geweiht.[14]

## Wirtschaft und Infrastruktur
Preding hat einen Gewerbepark. Ein Holzverarbeitungsbetrieb mit circa 270 (Stand 2025) Mitarbeitern befindet sich an der Wieserbahn und Schröttenstraße L 601. Dieser Betrieb wurde 2009 von der Hasslacher Gruppe übernommen und ist Teil einer der größten Holzindustrien Europas. Im Jahr werden etwa 530.000 Festmeter Rundholz zu Schnittholz, Konstruktionsvollholz und anderen Holzprodukten verarbeitet.
Für den Tourismus gibt es einige Fremdenpensionen, in denen auch Urlaub am Bauernhof und Reiturlaube angeboten werden.
In Preding arbeitet der letzte Seiler der Steiermark, Friedrich Teppernegg. Er zählt zu den letzten Seilermeistern in Österreich. Zu seinen Erzeugnissen der „mechanischen Seilerei“ gehören Naturfaserseile aus Hanf oder Sisal, Kunstfaserseile, Flechtleinen, Hebebänder, Rundschlingen, Gerüst- und Bindestricke, Verpackungskordeln, Wurstbindfäden, aber auch Bungy-Jumpingseile. Neben diese hochmodernen Gummiseilen werden auch Fischernetze, Fußballnetze usw. gefertigt.

### Verkehr
- Bahn: Der Bahnhof Preding-Wieselsdorf ist Station der Wieserbahn der Graz-Köflacher Eisenbahn. Er ist auch Endstation der Stainzerbahn, deren kommerzieller Betrieb jedoch 1980 mit dem Abbau des Vierschienengleises eingestellt wurde. Seit 1999 gibt es jedoch wieder ein eigenes Parallelgleis bis in den Bahnhof. Die Koralmbahn führt an Preding vorbei, die nächstgelegene Haltestelle ist in der Nachbargemeinde Wettmannstätten.

### Vereine
- Wichtige Kulturträger von Preding sind die Freiwillige Feuerwehr Preding, welche 1872 gegründet wurde; weiters die Marktmusikkapelle Preding, gegründet 1876; und die Landjugend Preding, gegründet am 24. Dezember 1950.

- Weitere Vereine in Preding sind der Fußballklub, der Reit- und Fahrverein Preding, die Damenschuhplattlerinnen, Eisschützen und andere mehr.

## Politik

### Gemeinderat
Der Gemeinderat hat 15 Mitglieder.
- Nach den Gemeinderatswahlen in der Steiermark 2000 hatte der Gemeinderat folgende Verteilung: 7 ÖVP, 6 SPÖ und 2 FPÖ.
- Nach den Gemeinderatswahlen in der Steiermark 2005 hatte der Gemeinderat folgende Verteilung: 9 SPÖ, 4 ÖVP und 2 FPÖ.[16]
- Nach den Gemeinderatswahlen in der Steiermark 2010 hatte der Gemeinderat folgende Verteilung: 9 SPÖ, 4 ÖVP und 2 FPÖ.[17]
- Nach den Gemeinderatswahlen in der Steiermark 2015 hatte der Gemeinderat folgende Verteilung: 10 SPÖ, 3 ÖVP und 2 FPÖ.[18]
- Nach den Gemeinderatswahlen in der Steiermark 2020 hat der Gemeinderat folgende Verteilung: 9 SPÖ, 5 ÖVP und 1 FPÖ.[19]

### Bürgermeister
- bis 2005 Helmut Erkinger (ÖVP)
- 2005–2009 Johann Muhry (SPÖ)
- 2009–2023 Adolf Meixner (SPÖ)
- 2023–2025 Elmar Steiner (SPÖ)[20]
- seit 2025 Andreas Stangl (ÖVP)[21]

### Wappen
Die Steiermärkische Landesregierung verlieh 1997 der Gemeinde folgendes Wappen: Im roten Schild auf goldener Mondsichel in einem mit sieben facettierten goldenen Sternen bewinkelten goldenen Strahlenkranz die mit goldener Laubkrone gekrönte, silbern gewandete, mit blauem Mantel umhüllte Muttergottes in natürlichen Farben, das mit der Rechten nach dem Mantelsaum greifende in natürlichen Farben bloße Jesuskind auf dem rechten Arm tragend.

### Gemeindepartnerschaften
- Venzone in Italien
- Starše in Slowenien

## Persönlichkeiten

### Ehrenbürger der Gemeinde
- Jahr? Daniel von Lapp (1836–1910), deutscher Bahnbauunternehmer und Industrieller, er kaufte 1875 das Gut Hornegg und baute es zu einem Mustergut aus.
- 1980: Friedrich Niederl (1920–2012), Landeshauptmann
- 1989: Hans Gross (1930–1992), Landeshauptmann-Stellvertreter

### Söhne und Töchter der Gemeinde
- Josef Greiner (1886–1971), Gelegenheitsarbeiter und Schriftsteller
- Johann Müller (1899–1956), Politiker und Widerstandskämpfer
- Anton Seiner (1910–1968), Politiker (ÖVP) und Landwirt, Abgeordneter zum Nationalrat 1945–1949
- Ing. Greiner, Erfinder im Telefon- und Telegrafiebereich, Präsident des Telephontechnischen Vereins in Wien[23]

### Mit der Gemeinde verbundene Persönlichkeiten
- Maria Stangl (1928–2017), Politikerin (ÖVP) und Landwirtin, Abgeordnete zum Nationalrat 1979–1986

## Historische Landkarten

Preding und seine Umgebung in den Landesaufnahmen von 1790 bis 1910
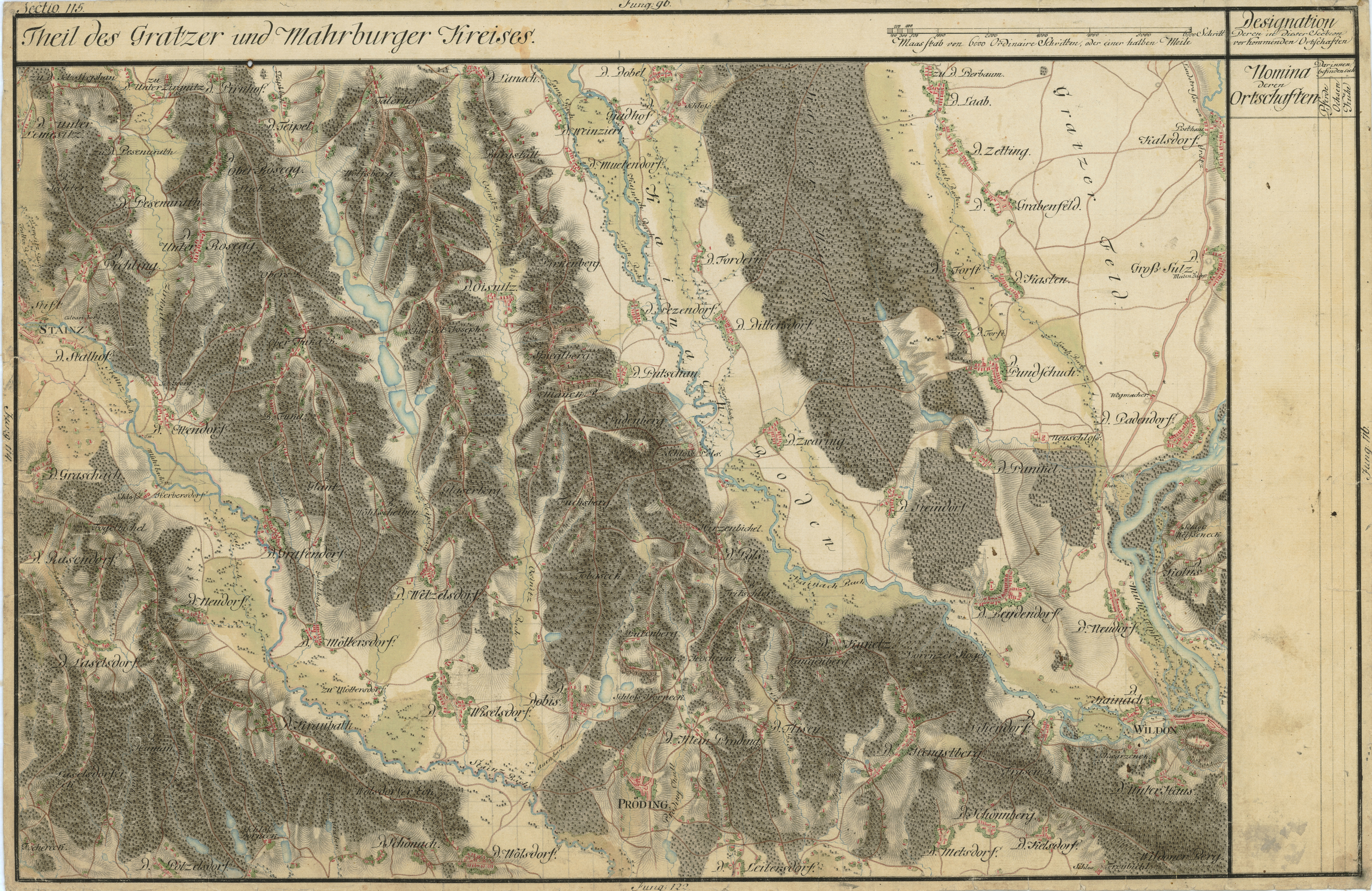
Josephinische Landesaufnahme, ca. 1790
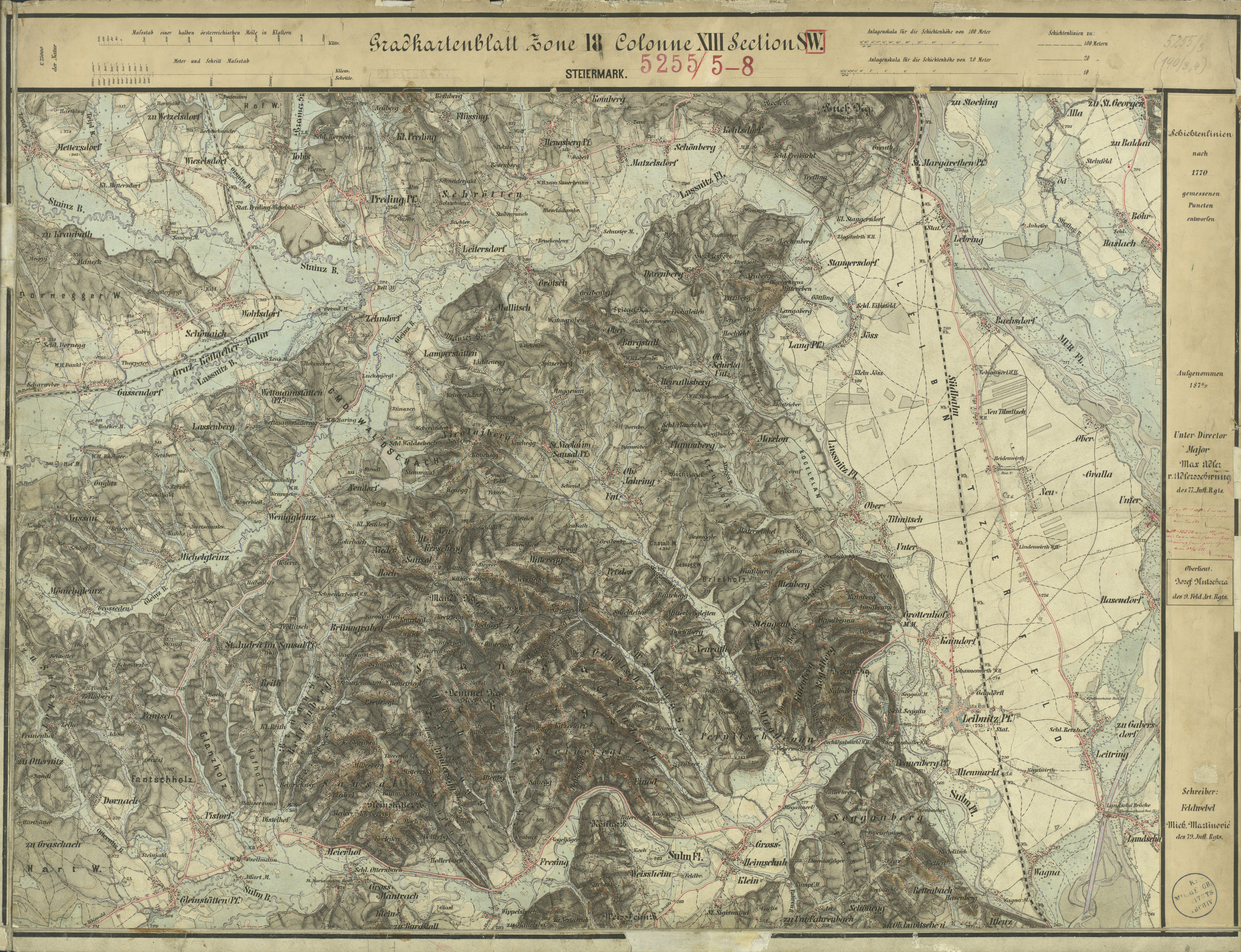
Im Süden von Preding (oben Mitte) mündet der Stainzbach in die Laßnitz, Aufnahmeblatt 1879
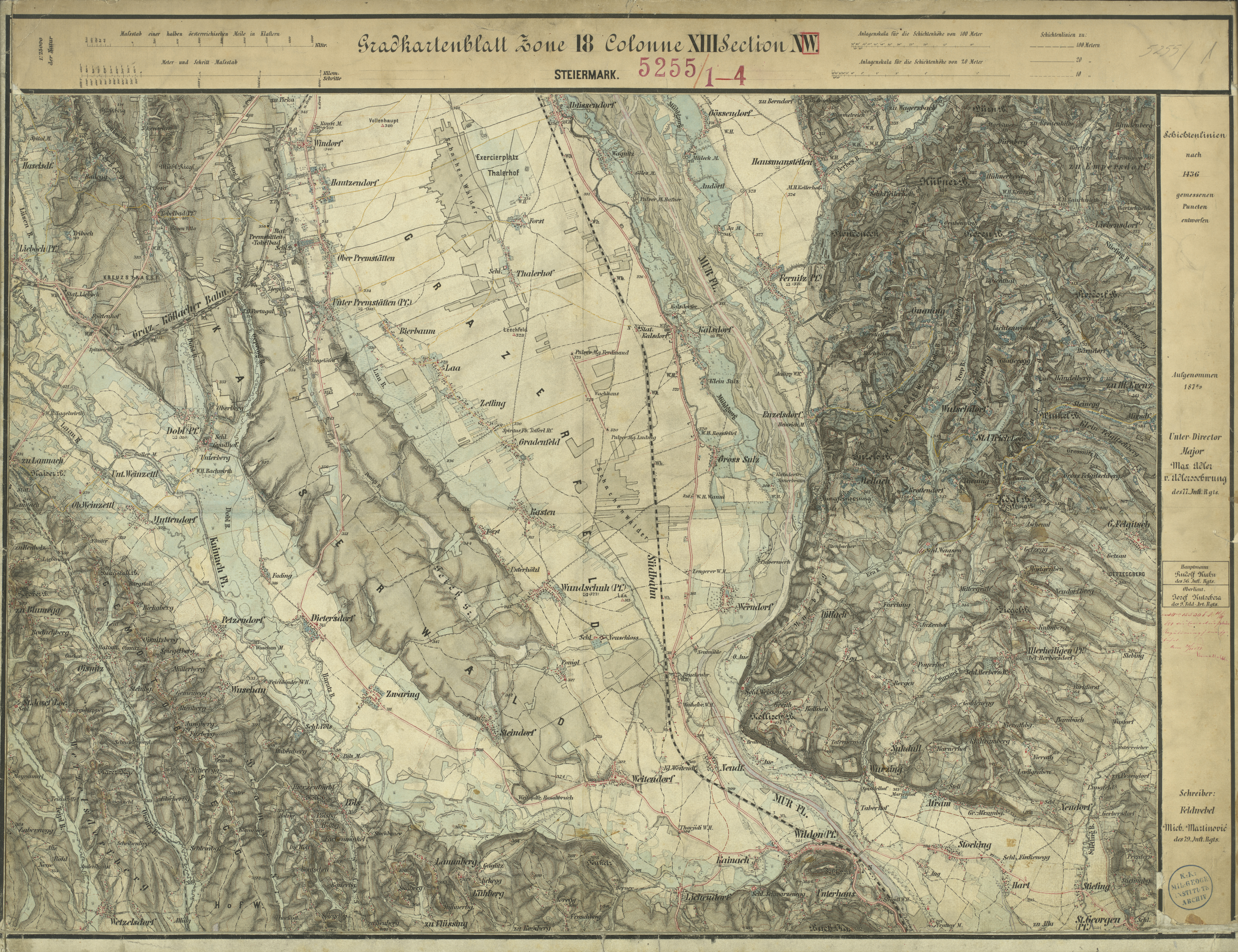
Tobisegg im Norden von Preding (unten links)
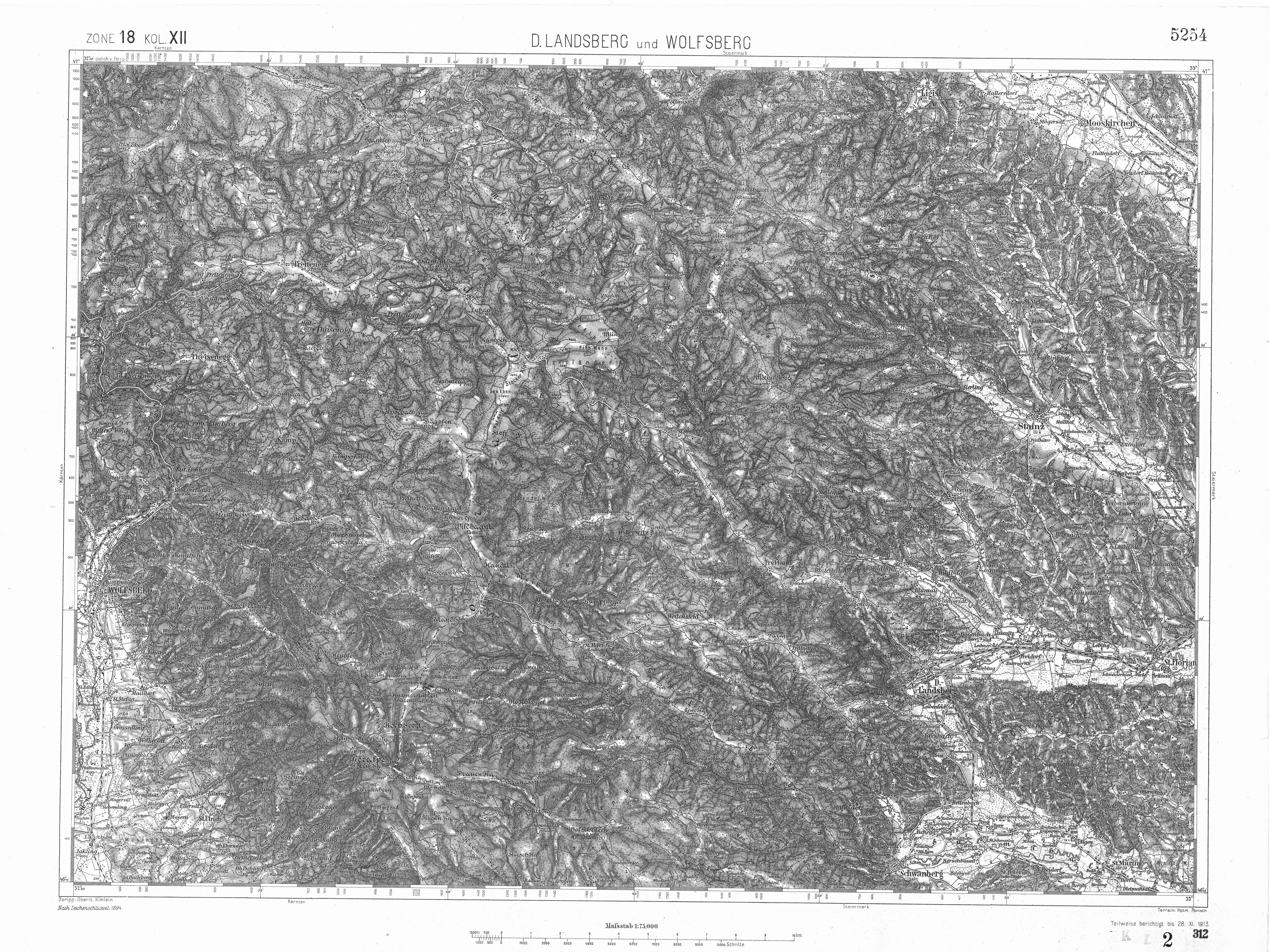
Franzisco-Josephinische Landesaufnahme, ca. 1910
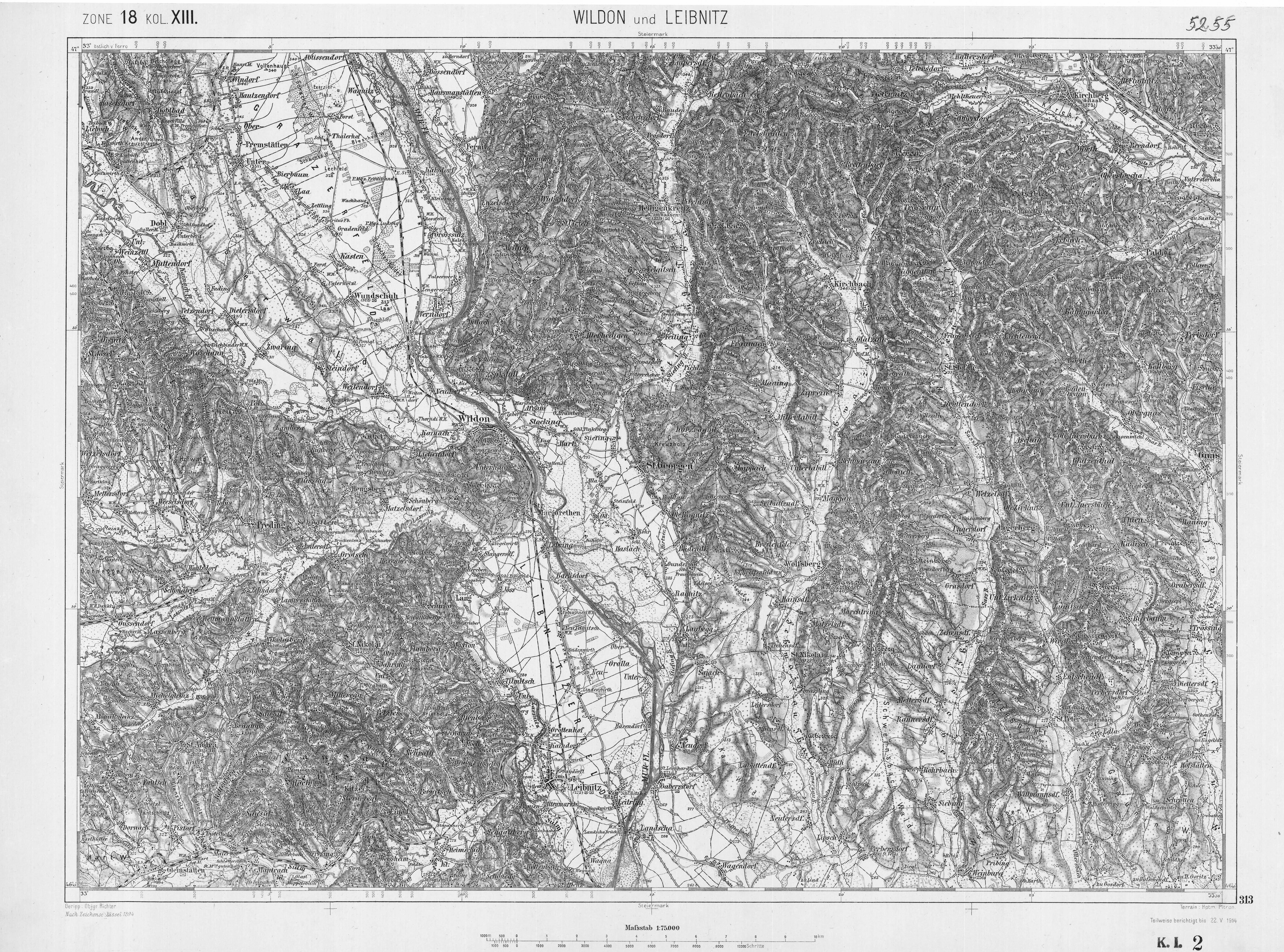
Unterlauf der Stainz, ca. 1910